# Ljósifoss
Ljósifoss är ett vattenfall i republiken Island.   Det ligger i regionen Suðurland, i den sydvästra delen av landet, 40 km öster om huvudstaden Reykjavík. 
Terrängen runt Ljósifoss är varierad.  Trakten runt Ljósifoss är nära nog obefolkad, med mindre än två invånare per kvadratkilometer. Närmaste större samhälle är Selfoss, 17,9 km söder om Ljósifoss. Trakten runt Ljósifoss består i huvudsak av gräsmarker.